# 이형부 필 화양구곡도
이형부 필 화양구곡도(李馨溥 筆 華陽九曲圖)는 대한민국 경기도 고양시 일산동에 있는 화양구곡도이다. 2019년 12월 18일 경기도의 유형문화재 제359호로 지정되었다.

## 지정 사유
송시열과 관련된 화양구곡이 당대 문인들에게 높은 관심과 존경의 대상이었다는 점, 조선후기 성리학을 계승한 서인-노론 및 그 후계 문인들에게 화양구곡이 정신적 의미를 지니고 있다는 점에서 상징성이 있다.
화양구곡이 당대의 문헌자료에는 자주 등장하나 그림은 희귀하다는 점에서 가치가 있다.

## 같이 보기
- 이형부
- 괴산 화양구곡 - 명승 제110호

## 참고 문헌
- 이형부 필 화양구곡도 - 국가유산청 국가유산포털